# Гурман, Марк Михайлович
Ма́рк Миха́йлович Гу́рман (род. 9 февраля 1989, Алма-Ата) — казахстанский футболист, защитник. Выступал в сборной Казахстана (2011—2015).

## Карьера

### Клубная
Марк — сын советского футболиста Михаила Гурмана (дядя Изя Гурман), выступавшего в алма-атинском «Кайрате».
Футболом начал заниматься с семи лет и начинал нападающим. Занимался вместе с Маратом Шахметовым и Жамбылом Кукеевым, попал в юношескую сборную. Но вскоре переехал с родителями в Израиль. Там продолжал заниматься футболом у старшего брата отца — Изи Гурмана, бывшего судьи высшей лиги СССР, ныне тренера детско-юношеских футбольных команд Израиля. В 2008 году подписал контракт с «Хапоэлем» из Петах-Тиквы. Отыграв один сезон ушёл в аренду в «Маккаби Ахи». Провёл сезон на хорошем уровне, играя почти во всех матчах чемпионата. Был приглашён в молодёжную сборную Израиля. Но Марк не мог играть ещё за неё, так как уже сыграл за юношескую сборную Казахстана 29 сентября 2004 года против Кипра (срок смены сборной 5 лет по тогдашним правилам УЕФА).
Но в 2010 году, приехав в Казахстан, подписывает контракт со столичным «Локомотивом». В клубе дебютировал 26 июля 2010 года в матче с «Ордабасы», выйдя на замену на 85-й минуте. За короткое время становится основным игроком команды, играет рядом со сборниками Нурболом Жумаскалиевым, Кайратом Нурдаулетовым, Маратом Шахметовым и позже тоже получает вызов в национальную сборную страны. С клубом выиграл Кубок Казахстана по футболу 2010 и Суперкубок Казахстана по футболу 2011. Но оба сезона команда завершала в шаге от медалей, на 4 месте.
В начале 2012 года на самом «флажке» заявочной кампании переходит на правах аренды в «Кайрат». Сыграл больше всех, 25 матчей из 26 возможных в чемпионате. Но клуб занял лишь 10 место в турнирной таблице.
В январе 2013 года вслед за Саматом Смаковым переезжает в турецкий чемпионат и подписывает контракт с клубом первой лиги «Самсунспор», но в итоге покидает команду, не найдя общего языка с главным тренером.
В феврале 2013, подписав трёхлетний контракт, Марк возвращается в «Кайрат», проводит 28 матчей в сезоне и сходу становится с клубом бронзовым призёром чемпионата. В следующем сезоне выигрывает с клубом свой второй Кубок Казахстана по футболу 2014 и опять бронзовые медали чемпионата 2014. Сезон 2015 года заканчивает выигрышем с клубом серебряных медалей, а также своего третьего Кубка, сыграв все пять кубковых игр и забив в полуфинале гол «Тоболу». Но Суперкубок 1 марта 2015 года проиграли «Астане» по пенальти.
Недовольный условиями продления контракта, в январе 2016 года Гурман перешёл в «Астану». 8 марта проигрывает Суперкубок 2016 «Кайрату». Затем, сыграв только 6 игр в чемпионате из-за высокой конкуренции в составе, решил уйти и в июне 2016 года заключил на полтора года контракт с костанайским «Тоболом». Но, сыграв 14 матчей, 29 октября в игре с «Атырау» получил тяжёлую травму. В марте 2017 года был прооперирован в Италии. Восстанавливался, играя за «Тобол М» в первой лиге. На поле в Премьер-лиге снова вышел почти через год 1 октября в матче «Тобола» с чемпионом «Астаной» (1:1).
Но в декабре «Тобол» расстался сразу с 7 футболистами, в том числе и с Гурманом.
В январе 2018 года Марк Гурман достиг соглашения о годовом контракте с кызылординским «Кайсаром». За «Кайсар» сыграл 19 игр чемпионата и забил один гол «Кызыл-Жар СК». Команда заняла пятое место в одном шаге от зоны участия в еврокубках и Гурман остался в клубе, хотя имел предложение от команды первой лиги Китая.
В сезоне 2019 в игре 18 тура 14 июля с алматинским «Кайратом» на 15 минуте в столкновении с Исламбеком Куатом получил глубокую резаную травму правого колена и надолго выбыл из строя.

### В сборной
В сборной Казахстана Мирослава Беранека дебютировал 10 августа 2011 года в Астане в товарищеской игре против сборной Сирии. Последнюю 26-ю игру провёл в сборной Юрия Красножана 13 октября 2015 года в Риге против сборной Латвии в ходе отборочного турнира ЧЕ-2016. Выступал на позиции правого крайнего защитника.

## Достижения
«Астана»
- Обладатель Кубка Казахстана: 2010
- Обладатель Суперкубка Казахстана: 2011
- Финалист Суперкубка Казахстана: 2016

 «Кайрат»
- Серебряный призёр чемпионата Казахстана: 2015
- Бронзовый призёр чемпионата Казахстана (2): 2013, 2014
- Обладатель Кубка Казахстана (2): 2014, 2015
- Финалист Суперкубка Казахстана: 2015

## Личная жизнь
Осенью 2018 развёлся с супругой Анной (двое детей).